# Tang (Baoding)
Tang (chinesisch 唐县, Pinyin Táng Xiàn) ist ein chinesischer Kreis in der Provinz Hebei. Er gehört zum Verwaltungsgebiet der bezirksfreien Stadt Baoding. Er hat eine Fläche von 1.418 km² und zählt 529.067 Einwohner (Stand: Zensus 2010). Sein Hauptort ist die Großgemeinde Shirong (仁厚镇).

## Administrative Gliederung
Auf Gemeindeebene setzt sich der Kreis aus sieben Großgemeinden und dreizehn Gemeinden zusammen. 